# Бабушкин квадрат

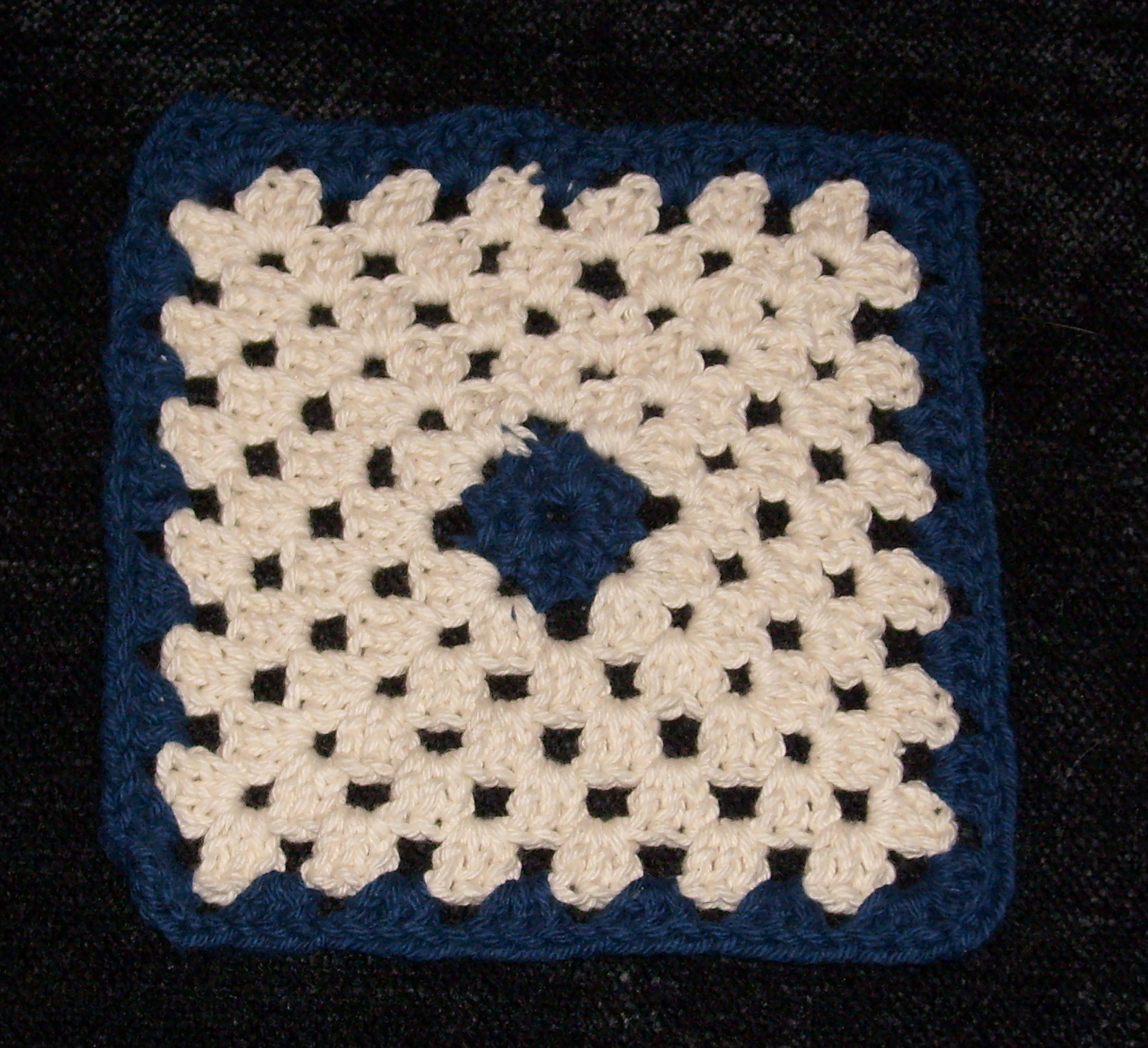
Двухцветный бабушкин квадрат из семи рядов. Хлопок

Бабушкин квадрат — схема вязания, мотив, в классическом виде, квадратной формы, связанный крючком по кругу от центра к краям, хотя в актуальной литературе представлены два способа вязания: от угла и от центра.

Бабушкины квадраты традиционно изготавливаются вручную. Данные мотивы относятся к кружеву. 

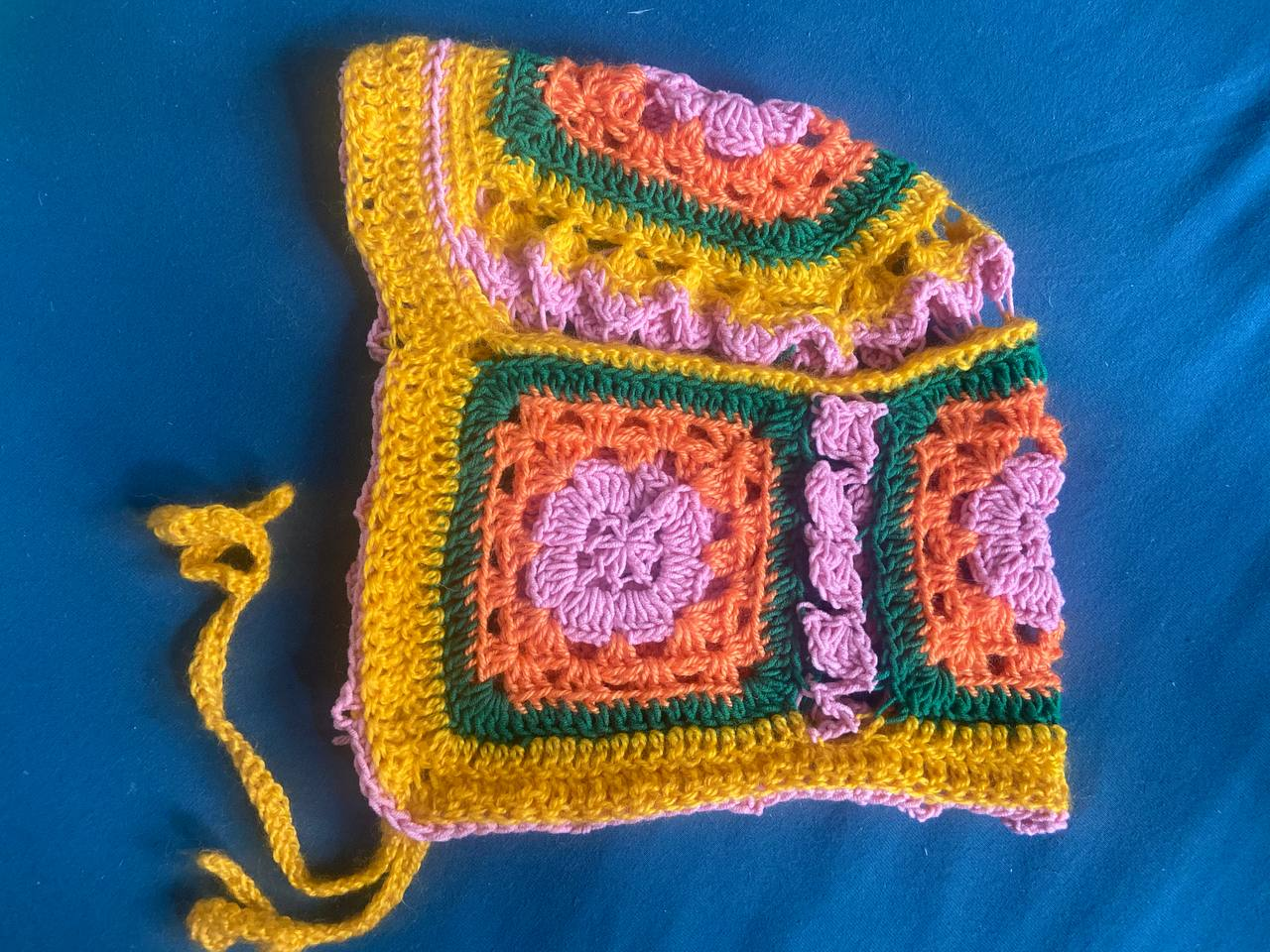
Чепчик, выполненный техникой «бабушкин квадрат». 2022

Хотя нет теоретического ограничения максимального размера бабушкиного квадрата, вязальщицы обычно создают несколько маленьких квадратов (называемых «мотивами») и собирают части, чтобы сделать одежду, аксессуары (очень часто это сумки и шарфы), кошельки, афганские одеяла и другой домашний текстиль, предметы интерьера.
Конкретные схемы цветов и узоров для бабушкиных квадратов со временем видоизменяются и трансформируются. Произошло разделение по странам: появились схемы «по-испански», «афганский квадрат». Мотив «бабушкин квадрат» комбинируется с мотивами «ирландская роза», которую обрамляют в квадрат.
Многоцветные бабушкины квадраты — это эффективный способ использовать небольшое количество пряжи, оставшейся от других проектов, а базовые мотивы бабушкиных квадратов не требуют особых навыков для выполнения.
Квадраты могут быть связаны из самых разных материалов: хлопка, шерсти, синтетики и т. д.

## История

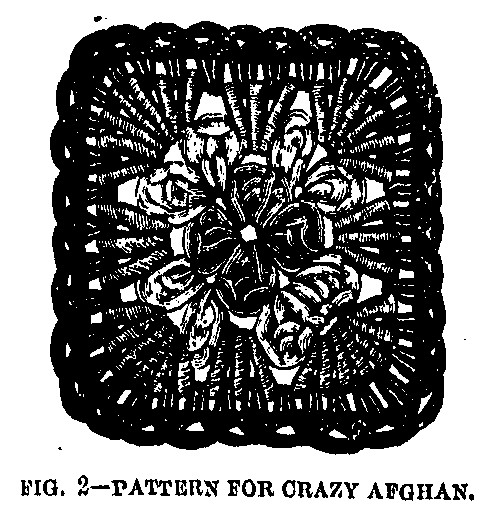
Схема мотива «Бабушкиного квадрата» от Mrs. Фелпс в выпуске журнала Prairie Farmer Magazine от 4 апреля 1885 г.

Первое упоминание о вязании крючком и инструкции по технике исполнения напечатали в 1824 году в голландском журнале Penelope, где было показано пять кошельков разных стилей, изготовленных крючком.

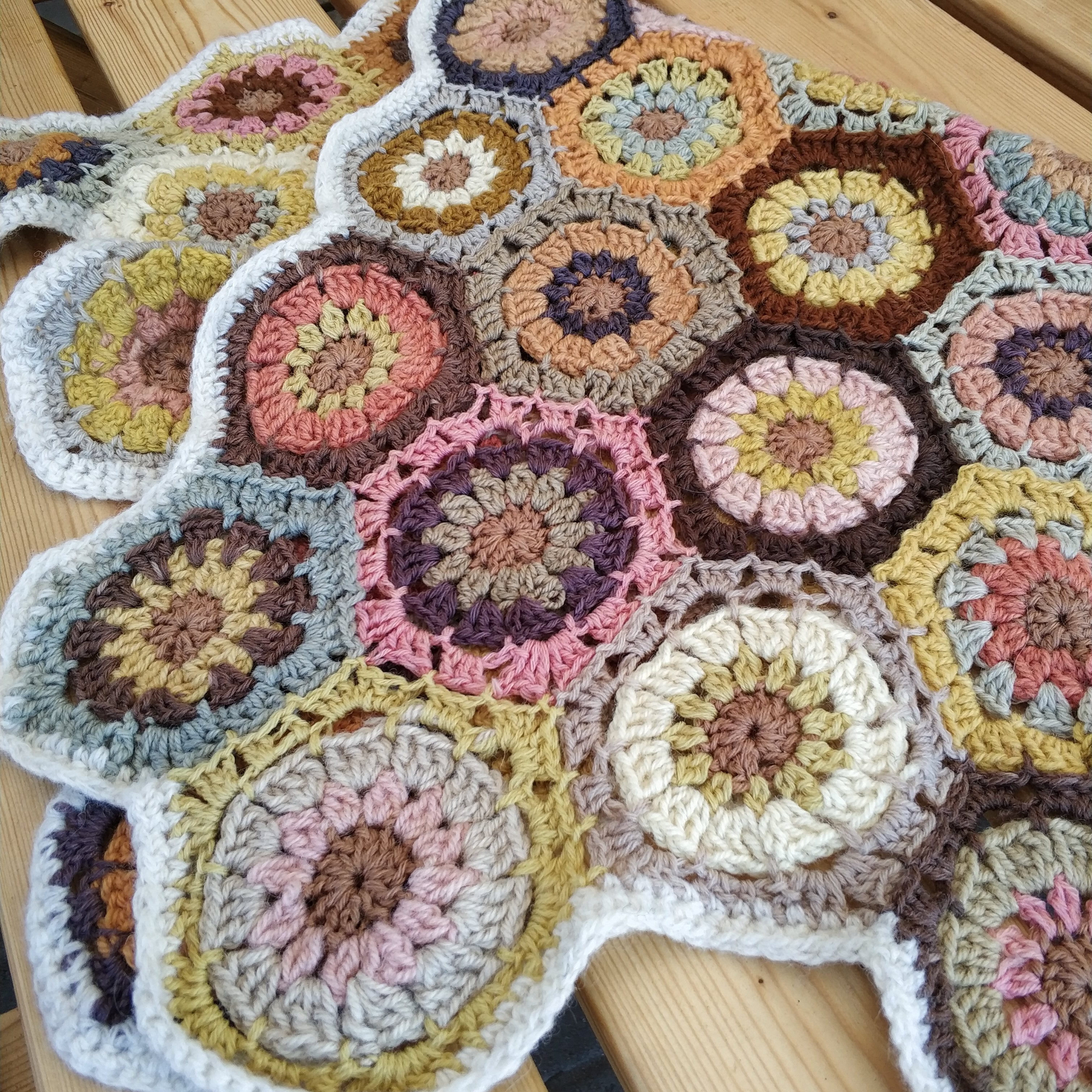
Шестиугольный плед крючком из бабушкиного квадрата

Самый ранний из известных примеров традиционного бабушкиного квадрата в США принадлежит авторству миссис Уилсон Фелпса. Данный мотив был опубликован в журнале Prairie Farmer от 5 апреля 1885 года. Мотив бабушкиного квадрата снова появился в 1930-х годах, и этот узор был показан в таких публикациях, как «Афганцы Флейшера».

## Технология вязания

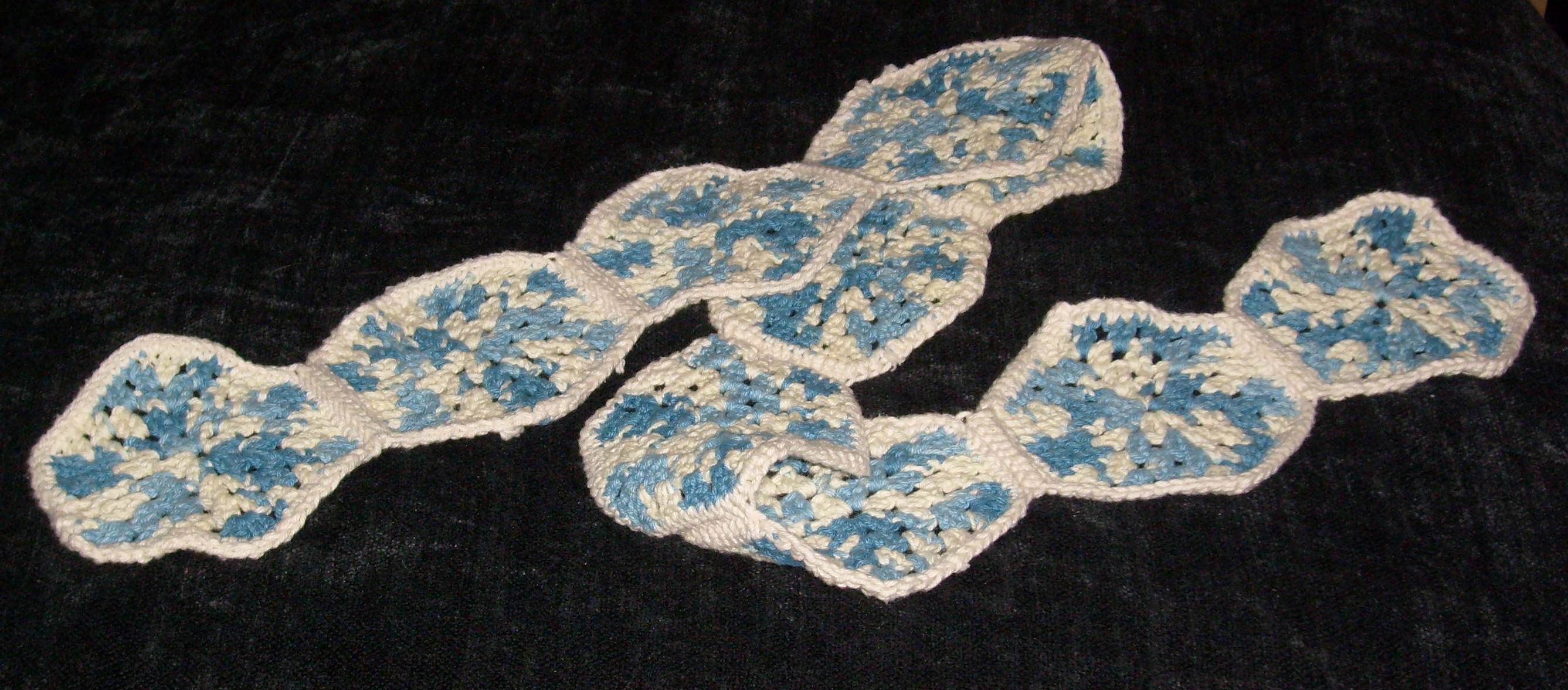
Шарф из шестиугольных бабушкиных квадратов из хлопчатобумажной пряжи смешанного цвета с окантовкой цвета экрю.

Любой бабушкин квадрат начинается с петли. Базовые бабушкины квадраты чередуются наборами столбиками с накидами и столбиками без накидов. Варианты рисунков используют разные типы петель и создают различные геометрические формы, такие как шестиугольники, треугольники, ромбы. Чтобы получить чёткий угол на углах, дизайнер использует дополнительные петли. Используются сотни вариантов мотивов, и целые книги посвящены рисункам бабушкиного квадрата.

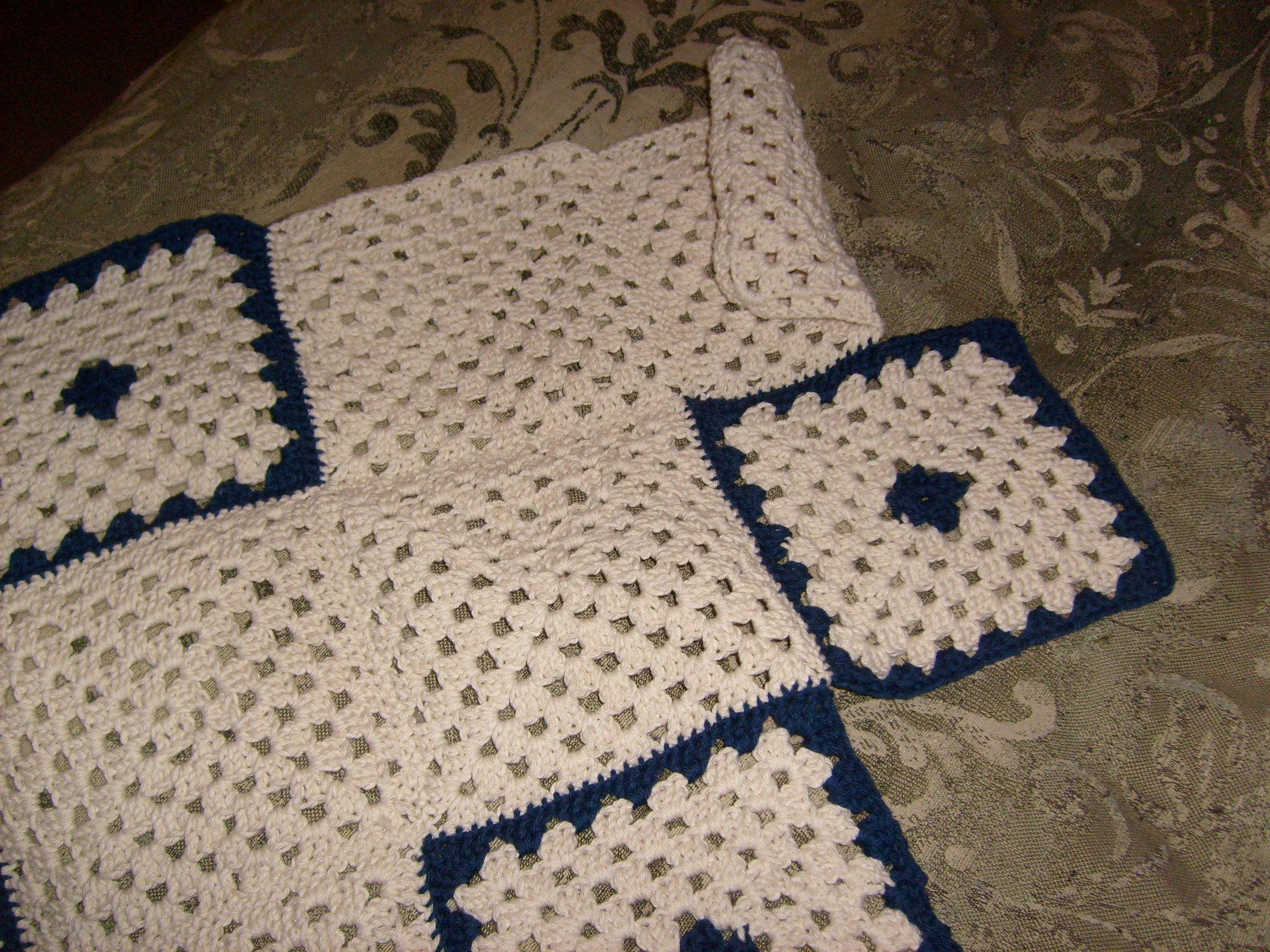
Афганское одеяло из бабушкиных квадратов.

Самый простой и быстрый способ вязания квадрата состоит из 5-8 воздушных петель начальной цепочки, соединенной в кольцо и групп из 3 столбиков с накидами.

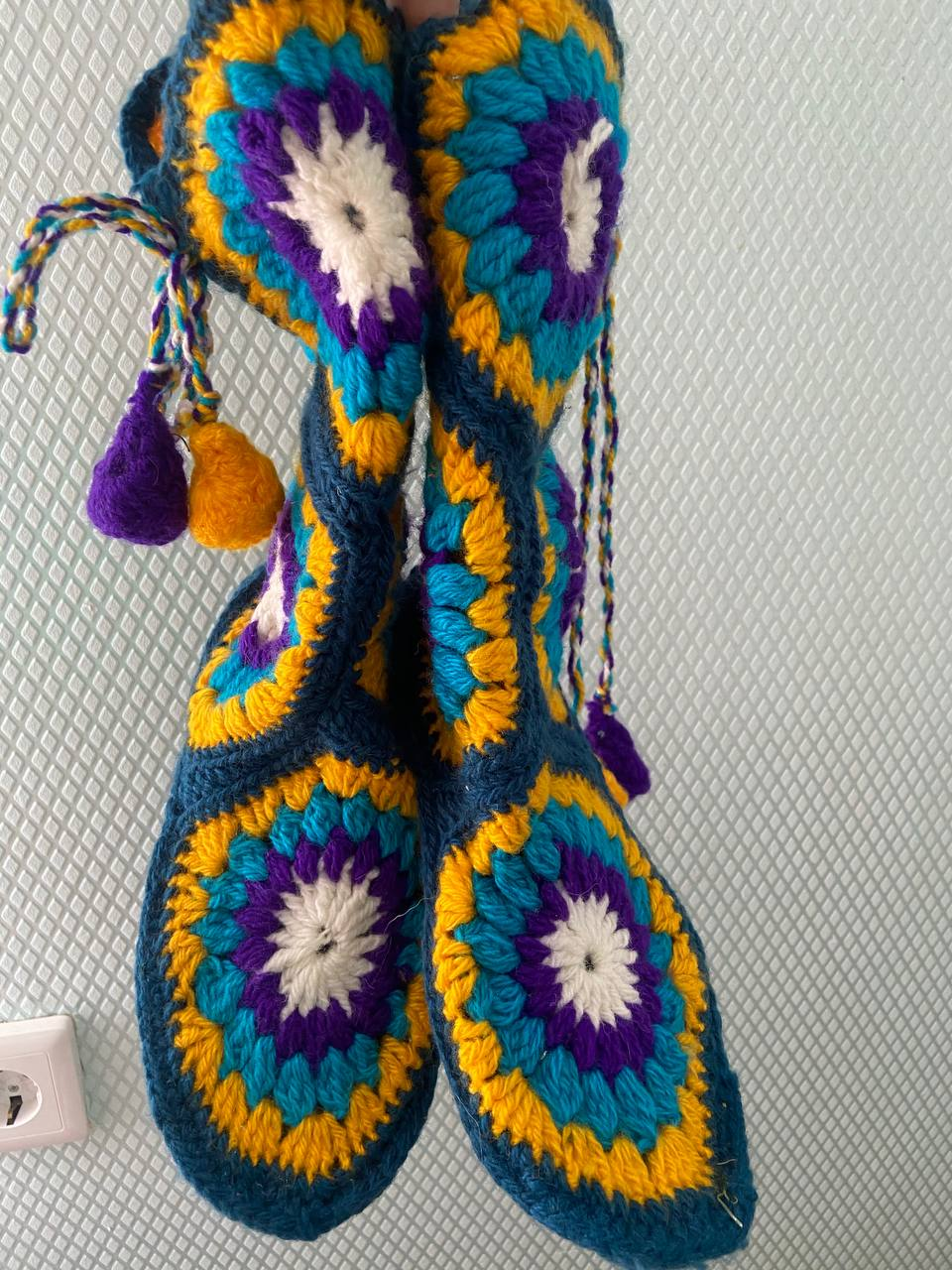
Гольфы из бабушкиного квадрата (национальная татарская обувь)

Существуют разные способы соединения квадратов:
- Простое сшивание нитью с иглой
- Соединение с помощью полустолбиков
- Соединение столбиками без накида
- Ажурное соединение при помощи арок воздушных петель
- Соединение с помощью последнего ряда

## Дизайнерская мода
Одежда в стиле «бабушкин квадрат» — это циклическая мода, пик которой пришёлся на 1970-е годы.
В 2011 большая часть коллекции HOUSE OF HOLLAND FALL 2011 была представлена моделями с элементами из мотива «бабушкин квадрат»: шарфы, платья, плащи и т. д.
В 2018 году несколько вязаных моделей были представлены в коллекции Gypsy Sport Spring 2018.
На неделе моды в Милане (2019 год) в коллекции Dolce & Gabbana Весна-лето 2019 / READY-TO-WEAR были представлены костюмы и платья, связанные мотивом «бабушкин квадрат» с богатым декором: бисер и стекло, стразы, жемчуг.
Костюмы полностью были созданы по методике модульного проектирования — модели собраны из кружевных квадратов-модулей ручной работы. Модули имеют одинаковый размер и одинаковую цветовую окантовку края (черным цветом), отличаются друг от друга только по цветовому колориту центральных частей квадратов. Ритмично расположенные модули с яркой сердцевиной смотрятся гармонично и свежо.
Утончённое вязание из орнаментов появляется в Милане от Dolce & Gabbana, весна-лето 2020, Ready-To-Wear
Модели с нетипичными ажурными бабушкиными квадратами представлены в Dior Коллекции Paris Fashion Week Spring 2021.

## Масс-маркет
В 2020—2022 годах мотив «бабушкин квадрат» вошел в линейки многих массовых брендов одежды: Mango (сумки), Аnthropologie, Zara, канадский бренд honeybea, Бренд KILOMETRE PARIS, Бренд freepeople и многие другие.
Появилась коллаборация кроссовок nike и lc23.

## В России

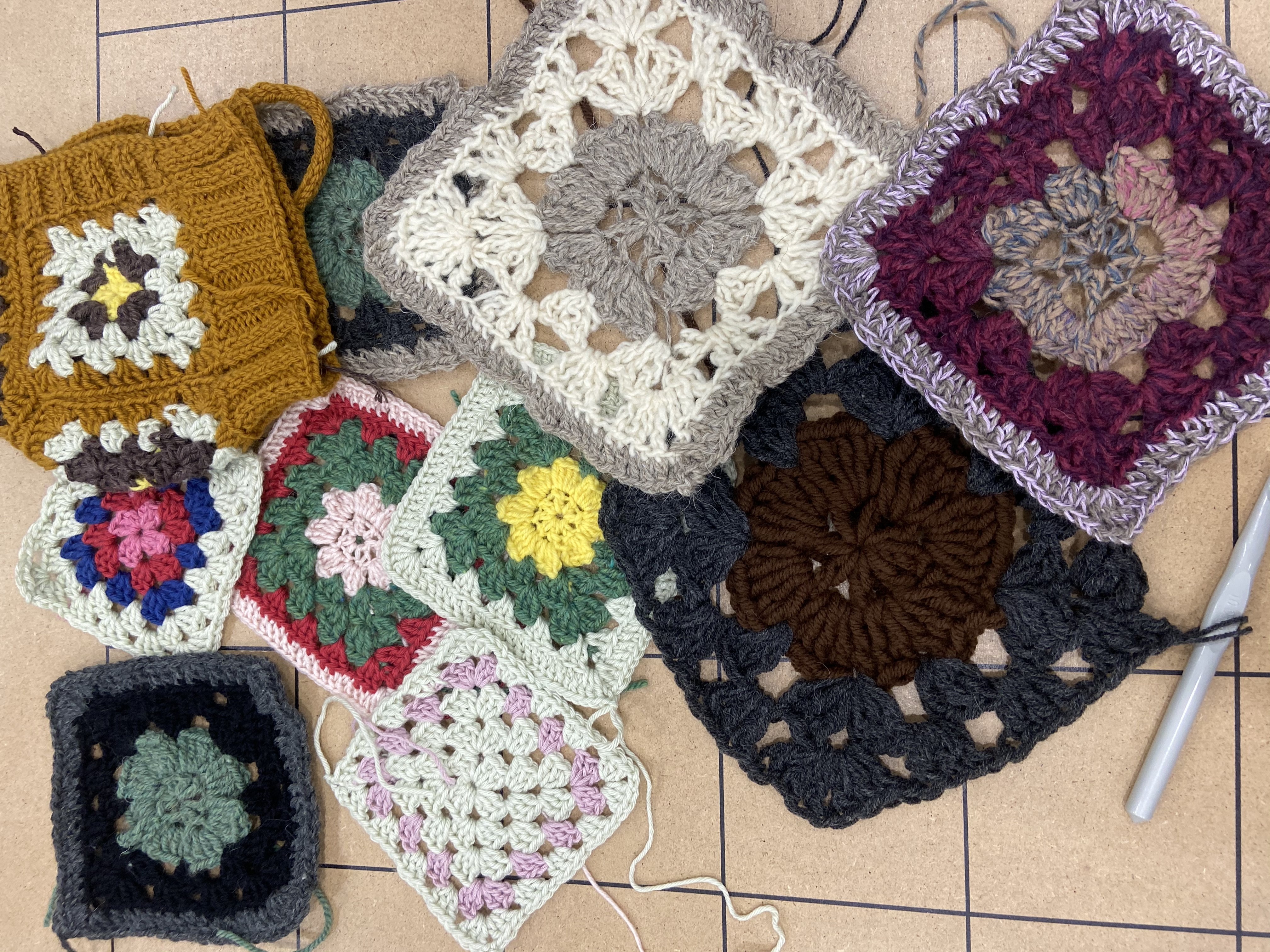
Бабушкины квадраты рукодельниц фонда «Второе дыхание», Москва, 2022

В 2021 году на Чемпионате России по вязанию носков-2021 многие участницы использовали данный мотив.

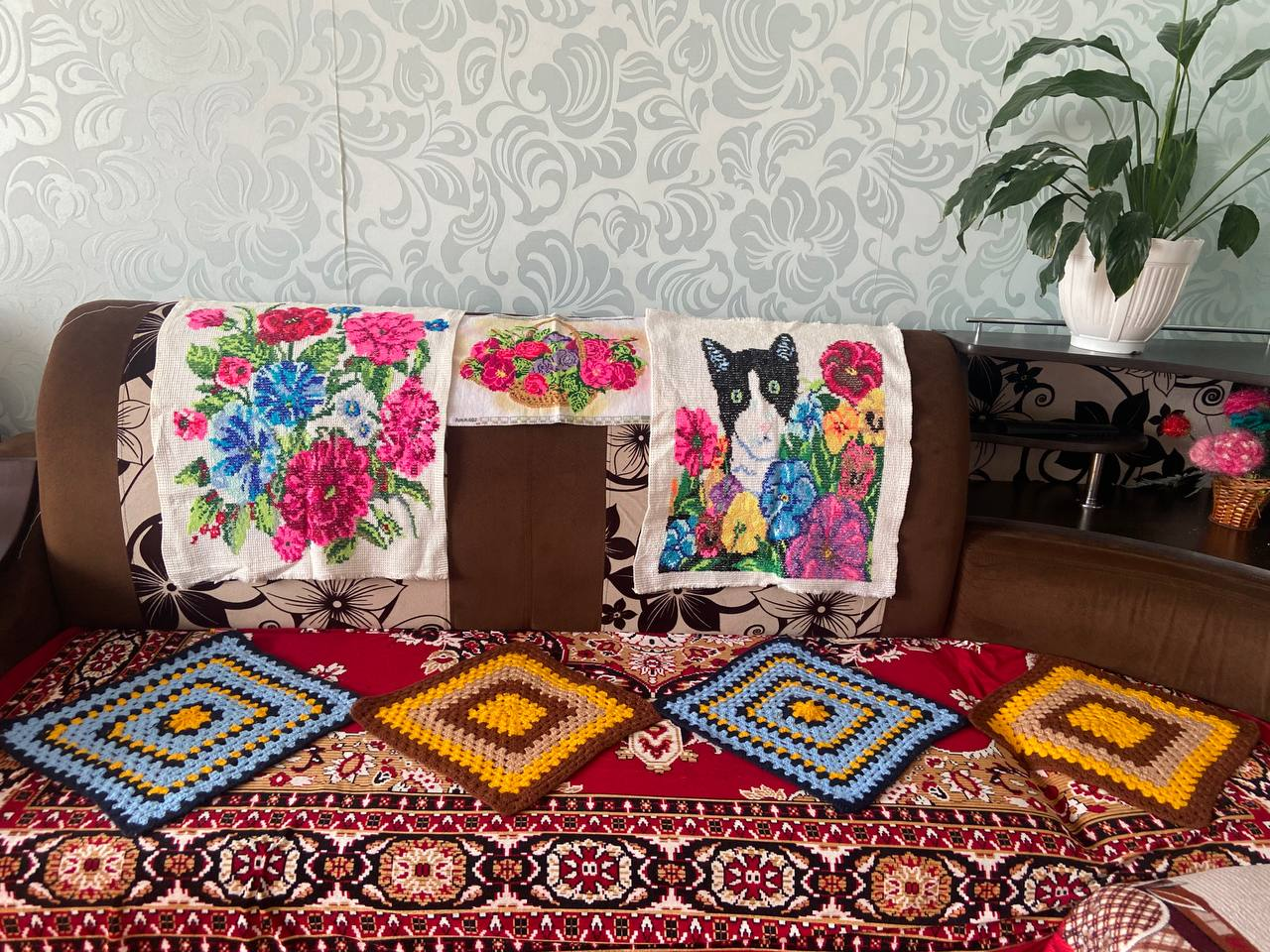
Обстановка дома мастерицы Елены (Лилии) Каримуллиной из села Вахитово

Большое количество мастер-классов проходит по изготовлению данного мотива в музеях, в рамках фестивалей и проекта «Московское долголетие».
Бабушкин квадрат также очень часто вяжут в рамках акции Всемирного дня вязания в общественных местах.
В Татарстане очень часто квадраты используются в дизайне сельского дома. В селе Вахитово удмуртские мастерицы изготавливают из вязаных элементов чехлы для табуреток, гольфы.
В 2022 году российский бренд «Granny’s» создает коллекцию «Бабушкин квадрат», связанную пожилыми мастерицами со всей России.